# Parthenay
Parthenay je francouzská obec v departementu Deux-Sèvres v regionu Poitou-Charentes. V roce 2011 zde žilo 10 390 obyvatel. Je centrem arrondissementu Parthenay a kantonu Parthenay.

## Sousední obce
La Chapelle-Bertrand, Châtillon-sur-Thouet, La Peyratte, Pompaire, Le Tallud

## Vývoj počtu obyvatel
Počet obyvatel 